# Конченбург
Конченбург (тат. Канчәбер) — село в Тюменской области, административный центр Тавдинского сельского поселения.

## Название
Название происходит от сибирско-татарского словосочетания со значением «пролитая кровь»: «хан» (или «кан» — кровь) и «цабыр» (рубить). Достопримечательности — две мечети, одна из которых старинная. В окрестностях деревни находится место захоронения исламских деятелей Западной Сибири.

## География
Село находится на западе Тюменской области, в пределах юго-западной части Западно-Сибирской низменности, в зоне подтайги, у озера Кыртымское, на реке Кыртымка, на расстоянии примерно 23 километра (по прямой) к юго-востоку от села Нижняя Тавда, административного центра района.

### Климат
Климат резко континентальный с холодной продолжительной зимой и коротким тёплым летом. Средняя температура воздуха самого холодного месяца (января) — −18,6 °C (абсолютный минимум — −53 °C); самого тёплого месяца (июля) — 17,6 °C (абсолютный максимум — 38 °С). Безморозный период длится в среднем 111 дней. Среднегодовое количество атмосферных осадков составляет 300—400 мм, из которых 70 % выпадает в тёплый период. Продолжительность залегания снежного покрова составляет в среднем 156 дней.

## История
До 1917 года входило в состав Кашегальской волости Тюменского уезда Тобольской губернии. По данным на 1926 год Канченбургские юрты состояли из 67 хозяйств. В административном отношении являлись центром Канченбургского сельсовета Ярковского района Тюменского округа Уральской области.

## Население
| 2010 |
| ---- |
| 189  |

По данным переписи 1926 года в юртах проживало 344 человека (171 мужчина и 173 женщины), в том числе: татары составляли 100 % населения.
Согласно результатам переписи 2002 года, в национальной структуре населения татары составляли 89 % населения из 235 чел.